# Штефан, Георгицэ
Георгицэ Штефан (рум. Gheorghiță Ștefan, р.17 января 1986) — румынский борец вольного стиля, призёр чемпионатов Европы и Олимпийских игр. Победитель Универсиады.

## Биография
Родился в 1986 году в Бухаресте. В 2008 году принял участие в Олимпийских играх в Пекине, где занял 5-е место. В 2010-2012 годах трижды становился бронзовым призёром чемпионата Европы.
В 2016 году борец Сослан Тигиев, представлявший Узбекистан на ОИ-2008 и ОИ-2012, был лишён олимпийских медалей за употребление допинга. После пересчёта результатов состязаний Георгицэ Штефан был признан бронзовым призёром Олимпиады-2008.